# Daniela Hampel
Daniela Hampel (* 22. Dezember 1972 in Apolda) ist eine deutsche Juristin. Sie ist seit dem 4. Oktober 2018 Richterin am Bundesverwaltungsgericht.

## Leben und Wirken
Hampel trat nach Abschluss ihrer juristischen Ausbildung 1999 in den Justizdienst des Landes Thüringen ein und war zunächst beim Verwaltungsgericht Gera tätig. Von 2000 bis 2003 wurde sie als wissenschaftliche Mitarbeiterin an das Bundesverfassungsgericht abgeordnet. Anschließend erfolgte eine mehrjährige Abordnung an das Verwaltungsgericht Weimar sowie jeweils für ein Jahr an das Thüringer Justizministerium und an das Thüringer Innenministerium. 2011 wurde Hampel zur Richterin am Oberverwaltungsgericht am Thüringer Oberverwaltungsgericht ernannt. 2015 erfolgte ihre Ernennung zur Vorsitzenden Richterin am Oberverwaltungsgericht.
Das Präsidium des Bundesverwaltungsgerichts wies Hampel zunächst dem u. a. für das öffentliche Dienstrecht zuständigen 2. Revisionssenat zu.